# Suctobelba beringiana
Suctobelba beringiana är en kvalsterart som beskrevs av Krivolutsky 1974. Suctobelba beringiana ingår i släktet Suctobelba och familjen Suctobelbidae. Inga underarter finns listade i Catalogue of Life.